# High Expectations
High Expectations – debiutancki album brytyjsko-szwedzkiej piosenkarki i autorki tekstów Mabel. Album został wydany 2 sierpnia 2019 roku.

## Tło i wydanie
W październiku 2019 Mabel wypuściła swój debiutancki mixtape „Ivy To Roses”. Główny singiel mixtape'u, „Finders Keepers” został nagrany wraz z brytyjskim raperem Kojo Funds i dotarł na 8. miejsce brytyjskiej listy singli. Był to pierwszy singiel piosenkarki, który trafił do pierwszej dziesiątki na liście przebojów. W 2019 mixtape został wznowiony i pojawiła się na nim piosenka „Don`t Call Me Up”. Pierwotnie album miał się ukazać w kwietniu 2019 roku, jednak przesunięto datę jego wydania na 2 sierpnia 2019 roku.

## Single
Pierwszy singiel z albumu, „Don't Call Me Up”, został wydany 18 stycznia 2019 Trafił na 3. miejsce w UK Singles Charts oraz na 66. miejsce na The Hot 100 Billboard Charts (z 97, debiut piosenkarki na tej liście). „Mad Love” został wydany jako drugi singiel w dniu 7 czerwca 2019. Utwór ten stał się trzecim singlem Mabel w pierwszej dziesiątce w Wielkiej Brytanii, zajmując ósme miejsce oraz w pierwszej dziesiątce w Irlandii, gdzie osiągnął szóste miejsce. 23 lipca 2019 roku został wydany promocyjny singiel artystki „Bad Beahviour” wraz z teledyskiem wyreżyserowanym przez Olivera Kane`a. Singiel zadebiutował na 94. miejscu na UK Singles Charts. „OK (Anxiety Anthem)” został umieszczony jako trzeci singiel albumu, który został wydany wraz z albumem. Piosenka została zilustrowana teledyskiem w reżyserii Jade Jackman, którego premiera odbyła się w Dazed w dniu 16 sierpnia 2019 roku. „God Is a Dancer” z Tiesto, „Boyfriend”, „West Ten” z AJ Tracey i „Tick Tock” z Clean Bandit i 24kGoldn znajdują się na cyfrowej i strumieniowej wersji albumu, stanowiąc tym samym jego czwarty, piąty, szósty i siódmy singiel.

## Odbiór krytyczny
| Oceny łączne              | Oceny łączne |
| Publikacja                | Ocena        |
| ------------------------- | ------------ |
| Album of the Year         | 64/100       |
| AnyDecentMusic?           | 5.9/10       |
| Metacritic                | 61/100       |
| Recenzje                  |              |
| Publikacja                | Ocena        |
| The Arts Desk             | [ 15 ]       |
| Clash                     | 7/10         |
| DIY                       | [ 17 ]       |
| Dork                      | [ 18 ]       |
| Gigwise                   | [ 19 ]       |
| The Guardian              | [ 20 ]       |
| The Irish Times           | [ 21 ]       |
| laut.de                   | [ 22 ]       |
| musicOMH                  | [ 23 ]       |
| NME                       | [ 24 ]       |
| The Observer              | [ 25 ]       |
| PopMatters                | 5/10         |
| The Skinny                | [ 27 ]       |
| The Sydney Morning Herald | [ 28 ]       |

High Expectations otrzymał na ogół pozytywne recenzje od krytyków muzycznych. Album otrzymał średnią ocenę 61 na 100 na podstawie 10 recenzji krytycznych w podsumowaniu Metacritic, 64 na 100 na podstawie 16 recenzji w zestawieniu Album of the Year oraz 5.9/10 na podstawie 9 recenzji w zestawieniu AnyDecentMusic?. 
Jake Hawkes z magazynu Dork ocenia, iż Mabel „mając tak wiele hitowych singli przed albumem, mogła po prostu umieścić je wszystkie w debiucie, usiąść i obserwować, jak napływają dane dotyczące streamingu. Zamiast tego wydała nowy zbiór utworów, który wyróżnia się tym, co najlepsze w jej twórczości. Nie jest idealny, ale z pewnością spełnia oczekiwania, niezależnie od tego, jak wysokie”.
Ben Devlin z musicOMH nazwał album „przekonującym przejawem wszechstronności i jakości pisania piosenek, które mocno utwierdzają Mabel jako siłę, z którą należy się liczyć w brytyjskim popie”, podczas gdy Chris Taylor z DIY określił album słowami „fajny i niewymuszony” i bez „udawanej powagi”. Laura Barton z magazynu Q nazwała album „wysoce dopracowanym” twierdząc, że piosenkarka „udoskonaliła sztukę pisania piosenek, które nawet przy pierwszym przesłuchaniu brzmią całkowicie pospolicie”. Hannah Mylrea napisała w NME, że „wspaniały jedwabisty wokal Mabel unosi się w powietrzu, produkcja jest znakomita, błyskotliwa, ale na całym albumie brakuje tej żywiołowości i entuzjastycznej postawy, która sprawia, że utwory takie jak «Don't Call Me Up» są tak genialne”.
Andrew Wright z The Skinny argumentował, że piosenkarka znalazła swoją indywidualną tożsamość na High Expectations, który to album opisał jako wszechstronny, pomimo „niektórych nadgorliwych prób przebicia się do Top 40”. Z drugiej strony, Joe Hale z magazynu Clash uznał utwory na High Expectations za „zbyt wypieszczone, przy czym Mabel stworzyła go trochę zbyt bezpiecznie, by zakwalifikować album jako całkowicie oryginalny lub progresywny”, ale doszedł do wniosku, że ma „kilka prawdziwych atrakcji” i pokazuje „momenty talentu i sprytu”.
Alexis Petridis z magazynu The Guardian stwierdził, że High Expectations „brakuje osobowości”. Recenzentka Kitty Empire z The Observer napisała, że „High Expectations nie jest ani trochę frustrujący przywołując stare pytanie: według jakich kryteriów powinniśmy oceniać sukces?”. Z kolei krytyk Johnny Sharp z Uncut zauważył, że albumowi „Pomimo pewnych dość przyjemnych melodii, brakuje mu charyzmy wokalnej, żeby wyróżnić się spośród innych naśladowczyń Rihanny, Miley i Dua Lipy”. Mick Jacobs z PopMatters podsumował: „Chociaż album jest śpiewany pięknym, zwinnym głosem, jego zawartość nie niesie żadnych innowacji, które naprawdę wyróżniałyby utwory, nawet między sobą”.
Zdaniem Philippa Kausego z magazynu laut.de „Mabel McVey w wieku 23 lat  wie, jak zaśpiewać piosenkę. Muzycznie większość ich utworów wpisuje się w londyński trend: łączenie afrobeat z dance-popem”.

## Sukces komercyjny
High Expectations zadebiutował na trzecim miejscu na UK Albums Chart, za Edem Sheeranem z No.6 Collaboration Project i Lewisem Capaldim z Divinely Uninspired to a Hellish Extent, osiągając w pierwszym tygodniu sprzedaż na poziomie 9,761 jednostek odpowiadających sprzedaży albumu. W drugim tygodniu album spadł na 10. miejsce ze sprzedażą na poziomie 4184 sztuk. Na Irish Albums Chart album dotarł na piąte miejsce, jako najwyższy debiut na liście z dnia 9 sierpnia 2019 roku. Album zadebiutował również w pierwszej 40. w Norwegii i Szwajcarii. W USA, High Expectations zadebiutował pod numerem 198 na liście Billboard 200. Hugh McIntyre z Forbes stwierdził, że debiut albumu to „doskonały przykład tego, jak przemysł muzyczny w Wielkiej Brytanii i USA mogą się diametralnie różnić”.
W Polsce album uzyskał certyfikat platynowej płyty.